# Guillermo Pérez Villalta
Guillermo Pérez Villalta (ur. 12 maja 1948 w Tarifa) – hiszpański malarz, rzeźbiarz i architekt.
Pierwsze dzieła o charakterze konstruktywistycznym tworzył przywiązując wielką wagę do nadania im formy przestrzennej.
W 1972 odbyła się jego pierwsza wystawa indywidualna w madryckiej galerii Amadís. Wraz z innymi twórcami utworzył madrycką grupę artystyczną przedstawicieli malarstwa figuratywnego lat 70. M. Rowell wybrała jego prace do wystawy New Images from Spain w nowojorskim Muzeum Guggenheima.
Jego twórczość obejmuje także projektowanie mebli, projekty architektoniczne, scenografie oraz znacząca liczba tekstów poświęconym jego koncepcjom estetycznym. W 1992 zrealizował kopułę wieńczącą pawilon w Andaluzji na Expo.